# Lawrence Arabski (film)
Lawrence Arabski (angleško Lawrence of Arabia) je epski zgodovinsko dramski film iz leta 1962, posnet po življenju T. E. Lawrencea z vzdevkom »Lawrence Arabski«, ki ga je popisal v avtobiografiji Seven Pillars of Wisdom. Režiral ga je David Lean, produciral Sam Spiegel prek britanske družbe Horizon Pictures in distributerja Columbia Pictures, scenarij sta napisala Robert Bolt in Michael Wilson, v naslovni vlogi pa nastopa Peter O'Toole. Film, ki je britansko-ameriška koprodukcija, prikazuje doživetja Lawrencea v otomanskih provincah Hejaz Vilajet in Velika Sirija v času prve svetovne vojne, posebej njegov napad na Akabo in Damask ter njegovo vlogo v arabskem narodnem svetu. Ukvarja se s temami njegovega čustvenega boja z osebnim nasiljem neločljivo povezanim z vojno, njegovo lastno identiteto ter njegovo razdeljeno pripadnost med domačo državno in svojo vojsko ter novim prijatelji med arabskimi puščavskimi plemeni. V glavnih vlogah nastopajo še Alec Guinness, Jack Hawkins, Anthony Quinn, Omar Šarif, Anthony Quayle, Claude Rains in Arthur Kennedy.
Film je bil na 35. podelitvi nominiran za deset oskarjev, osvojil pa jih je sedem, tudi za najboljši film in najboljšo režijo. Osvojil je tudi nagradi Zlati globus za najboljšo dramo in BAFTA za najboljši britanski film. Danes velja za enega najboljših in najvplivnejših filmov v zgodovini kinematografije, kritiki posebej izpostavljajo dramatično filmsko glasbo Mauricea Jarrea in Freddieja Younga v vlogi direktorja fotografije. Leta 1991 ga je ameriška Kongresna knjižnica izbrala za ohranitev v okviru Narodnega filmskega registra zavoljo njegove »kulturne, zgodovinske ali estetske vrednosti«. Leta 1998 ga je Ameriški filmski inštitut uvrstil na peto mesto lestvice stotih najboljših ameriških filmov AFI's 100 Years...100 Movies, leta 1999 pa Britanski filmski inštitut na tretje mesto lestvice najboljših britanskih filmov vseh časov v anketi filmskih ustvarjalcev s strani Sunday Telegrapha.

## Vloge
- Peter O'Toole kot T. E. Lawrence
- Alec Guinness kot princ Faisal
- Anthony Quinn kot Auda abu Tayi
- Jack Hawkins kot general Allenby
- Omar Šarif as šerif Ali
- José Ferrer as turški Beg
- Anthony Quayle as pol. Harry Brighton
- Claude Rains kot g. Dryden
- Arthur Kennedy kot Jackson Bentley
- Donald Wolfit kot general Murray
- I. S. Johar kot Gasim
- Gamil Ratib kot Majid
- Michel Ray kot Farraj
- John Dimech kot Daud
- Zia Mohyeddin kot Tafas
- Howard Marion-Crawford kot vojaški zdravnik
- Jack Gwillim as klubski tajnik
- Hugh Miller por. RAMC
- Peter Burton kot šejk Damaska
- Kenneth Fortescue kot Allenbyjev pomočnik
- Harry Fowler kot des. Potter[9]
- Jack Hedley kot poročevalec
- Ian MacNaughton kot Michael George Hartley
- Henry Oscar kot Silliam
- Norman Rossington kot des, Jenkins
- John Ruddock kot Elder Harith
- Fernando Sancho kot turški zdravnik
- Stuart Saunders kot narednik major